# Лаузе, Герман
Герман Ла́узе (нем. Hermann Lause; 7 февраля 1939, Меппен, Эмсланд — 28 марта 2005, Гамбург) — немецкий актёр театра и кино.

## Биография
Герман Лаузе родился в семье техника измерительной аппаратуры. В 1960 году получил аттестат зрелости в меппенской гимназии. До 1965 года изучал археологию, философию и искусствоведение в Майнце, Кёльне, Гейдельберге и Мюнхене.
В 1963—1965 годах Лаузе обучался актёрскому мастерству в Мюнхене у Эллен Мальке, затем служил в берлинском Театре Шиллера, где дебютировал на сцене 13 декабря 1965 года. В 1968—1971 годах служил в театре в Эссене, в 1971—1972 годах — в Оберхаузенском театре, а с сентября 1972 года — в Бохумском драматическом театре.
В 1977—1979 и в 1982—1990 годах Лаузе служил в Гамбургском драматическом театре. В 1979—1982 годах периодически был занят в постановках Кёльнского городского театра, в 1980 и 1984 годах — в берлинском театре «Фольксбюне». В 1988—1990 годах работал в Дюссельдорфе.
Герман Лаузе снимался в главных и второстепенных ролях в различных постановках кино и телевидения.
Лаузе был женат, есть сын. Умер от тяжёлого онкологического заболевания, похоронен на Ольсдорфском кладбище.

## Фильмография

### Художественные фильмы
- 2004 — Головой о стену — доктор Шиллер

### Телесериалы
- Телефон полиции — 110 (1998, 2001)